# Arrembécourt
Arrembécourt est une commune française, située dans le département de l'Aube en région Grand Est.

## Géographie

### Communes limitrophes

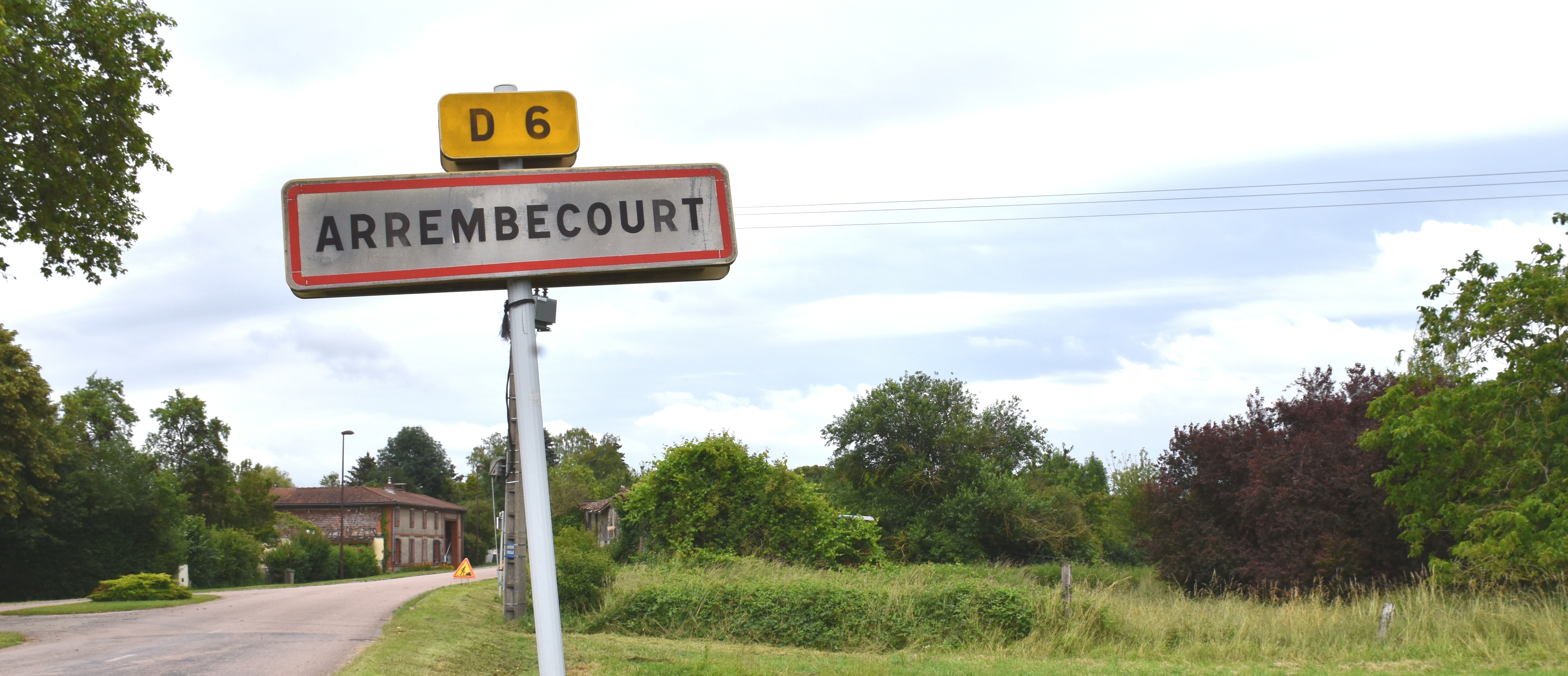
Une entrée de la commune.

| Margerie-Hancourt Marne |              |               |
|                         | Arrembécourt | Outines Marne |
| Chavanges               | Joncreuil    |               |

### Topographie
L'adjonction d'un deuxième r est de la fin du XIXe siècle, il apparait en 1884 sur le dictionnaire des Postes, les autres formes connues sont : Rambécourt, Rambescourt.
Il existait au territoire, sur le cadastre de 1841 : Alonts, Beaujeu, Bessin, les Chenets, Citadelle, Côte-à-la-Vigne, la Cour, le bois de la Dame, les grandes et petites Forêts, Grosse Maisons, Haricourt, le Moulin à vent et le vieux, les Noues, Ormont, le Poele, Rouge-Grange.

### Hydrographie
La commune est dans la région hydrographique « la Seine de sa source au confluent de l'Oise (exclu) » au sein du bassin Seine-Normandie. Elle est drainée par le ruisseau du Pre Darras, le Fossé 01 de la Grande Côte, le Fossé 01 de Sainte Marguerite, le Fossé 01 du Bois des Gauterots, le Fossé 02 de l'Étang des Grandes Couées, le ruisseau de Chevry, le ruisseau Fosse des Marais et divers autres petits cours d'eau,.

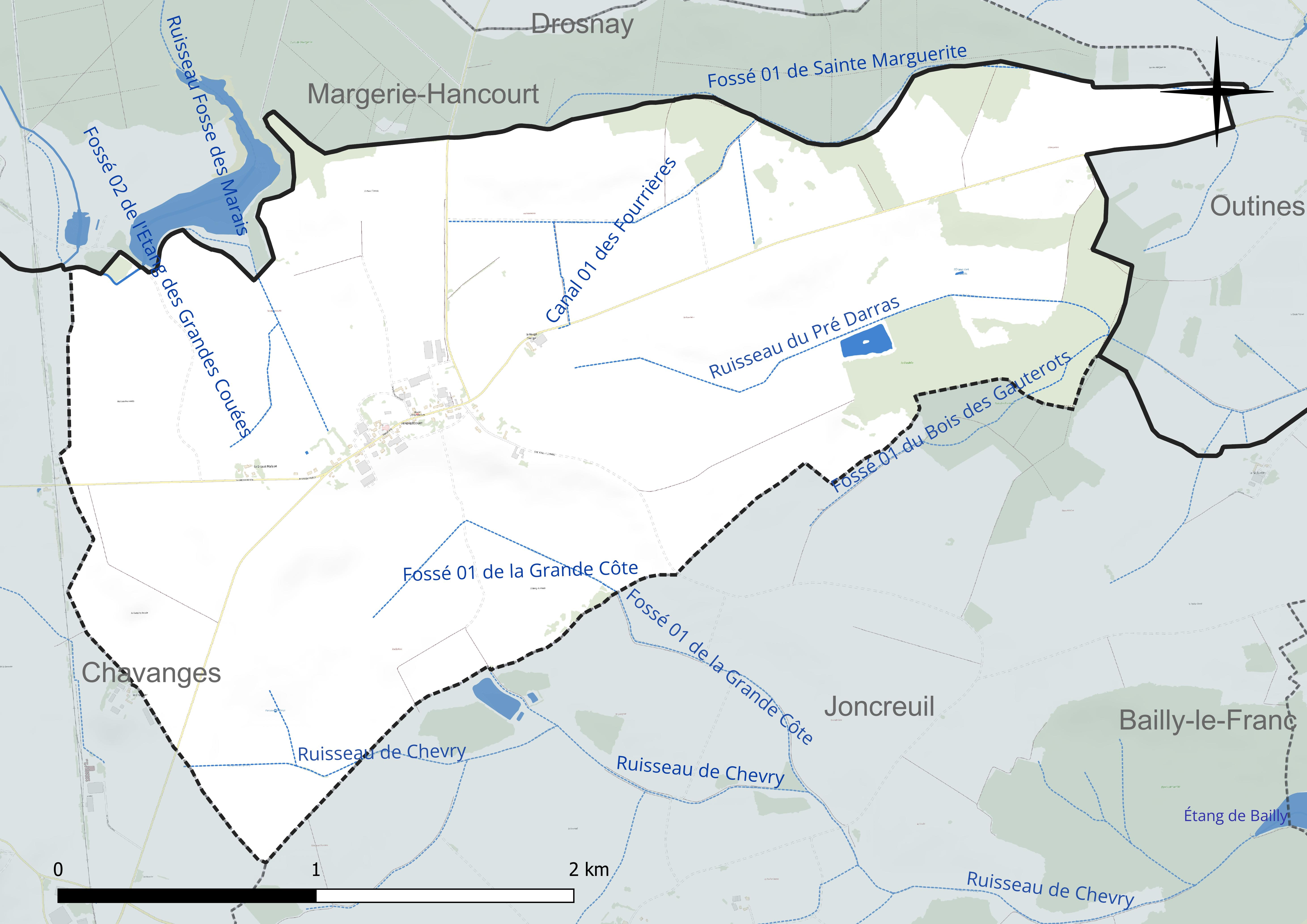
Réseau hydrographique d'Arrembécourt.

### Climat
Pour des articles plus généraux, voir Climat du Grand Est et Climat de l'Aube.
En 2010, le climat de la commune est de type climat océanique dégradé des plaines du Centre et du Nord, selon une étude du Centre national de la recherche scientifique s'appuyant sur une série de données couvrant la période 1971-2000. En 2020, Météo-France publie une typologie des climats de la France métropolitaine dans laquelle la commune est exposée à un climat océanique altéré et est dans une zone de transition entre les régions climatiques « Nord-est du bassin Parisien » et « Lorraine, plateau de Langres, Morvan ».
Pour la période 1971-2000, la température annuelle moyenne est de 10,5 °C, avec une amplitude thermique annuelle de 16 °C. Le cumul annuel moyen de précipitations est de 767 mm, avec 11,6 jours de précipitations en janvier et 8,4 jours en juillet. Pour la période 1991-2020, la température moyenne annuelle observée sur la station météorologique de Météo-France la plus proche, « Frignicourt », sur la commune de Frignicourt à 18 km à vol d'oiseau, est de 11,5 °C et le cumul annuel moyen de précipitations est de 694,6 mm. 
La température maximale relevée sur cette station est de 41,7 °C, atteinte le 25 juillet 2019 ; la température minimale est de −22 °C, atteinte le 9 janvier 1985,,.
Les paramètres climatiques de la commune ont été estimés pour le milieu du siècle (2041-2070) selon différents scénarios d'émission de gaz à effet de serre à partir des nouvelles projections climatiques de référence DRIAS-2020. Ils sont consultables sur un site dédié publié par Météo-France en novembre 2022.

## Urbanisme

### Typologie
Au 1er janvier 2024, Arrembécourt est catégorisée commune rurale à habitat très dispersé, selon la nouvelle grille communale de densité à 7 niveaux définie par l'Insee en 2022.
Elle est située hors unité urbaine et hors attraction des villes,.

### Occupation des sols
L'occupation des sols de la commune, telle qu'elle ressort de la base de données européenne d’occupation biophysique des sols Corine Land Cover (CLC), est marquée par l'importance des territoires agricoles (90,7 % en 2018), une proportion identique à celle de 1990 (90,7 %). La répartition détaillée en 2018 est la suivante : 
terres arables (68 %), prairies (18,9 %), forêts (9,3 %), zones agricoles hétérogènes (3,9 %). L'évolution de l’occupation des sols de la commune et de ses infrastructures peut être observée sur les différentes représentations cartographiques du territoire : la carte de Cassini (XVIIIe siècle), la carte d'état-major (1820-1866) et les cartes ou photos aériennes de l'IGN pour la période actuelle (1950 à aujourd'hui).

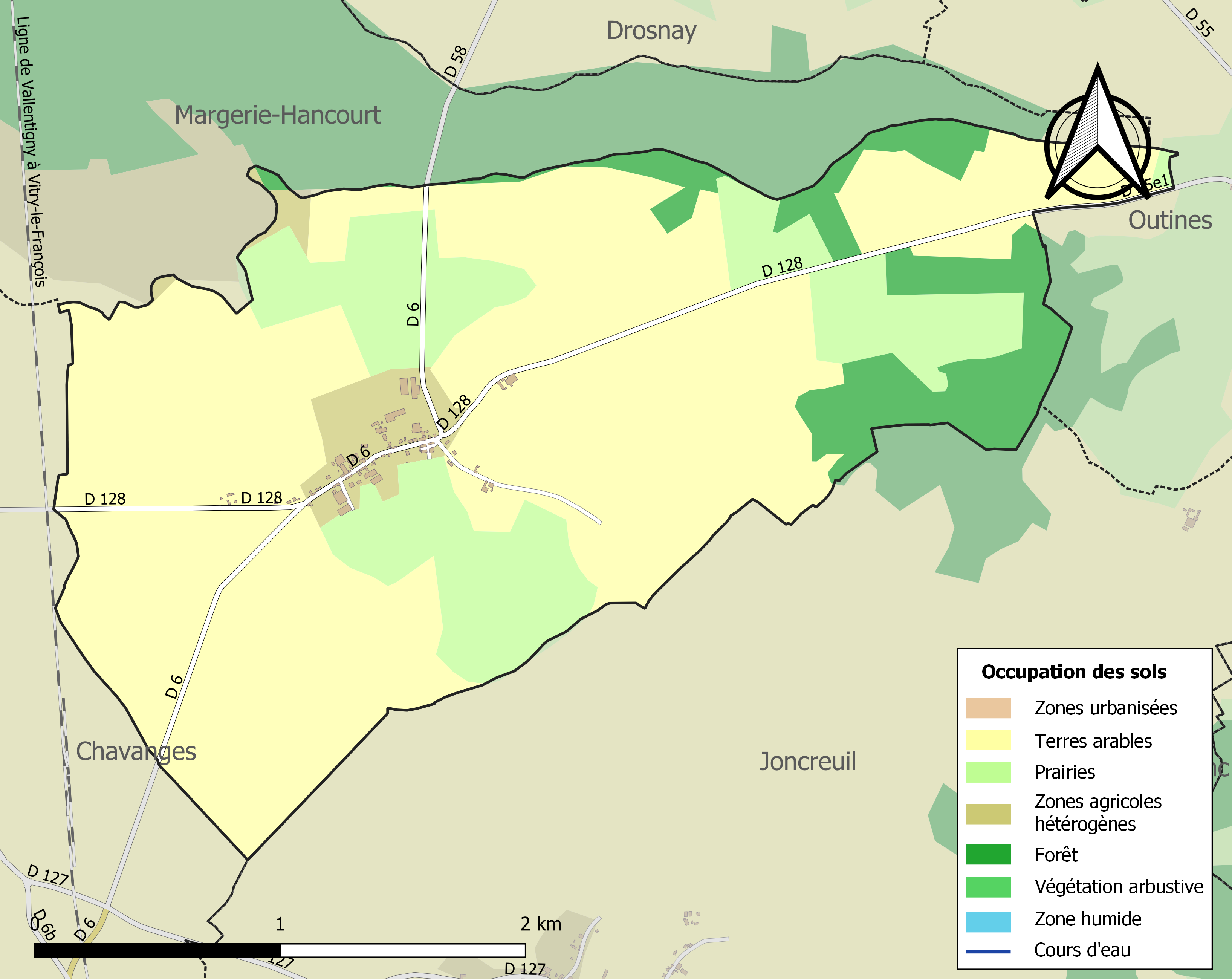
Carte des infrastructures et de l'occupation des sols de la commune en 2018 (CLC).

## Histoire
Si un Arembert est cité dès 854, la première mention en tant que nom de lieu est du XIe siècle. C'était un ensemble de seigneuries dépendantes de Rosnay et de Montmorency.
En 1789, la commune dépendait de l'intendance et de la généralité de Châlons, de l'élection de Vitry et du bailliage de Chaumont.

## Politique et administration

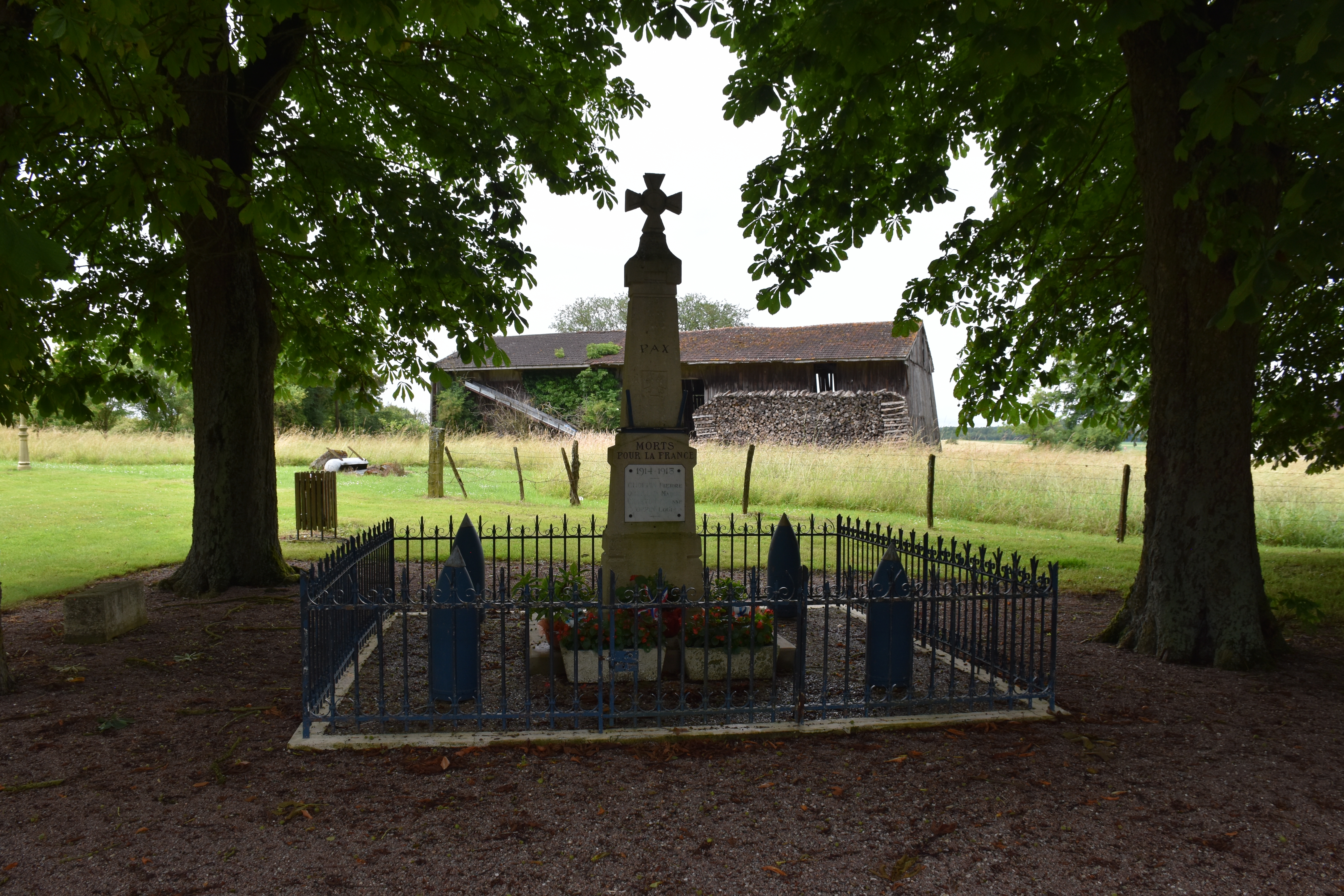
Le monument aux morts.

| Période                                  | Période  | Identité                                          | Étiquette | Qualité      |
| ---------------------------------------- | -------- | ------------------------------------------------- | --------- | ------------ |
| mars 2001                                | mai 2008 | Jacques Parfait                                   |           |              |
| mai 2008                                 | En cours | Bernadette Herbin Réélue pour le mandat 2020-2026 | DVD       | Agricultrice |
| Les données manquantes sont à compléter. |          |                                                   |           |              |

## Démographie
L'évolution du nombre d'habitants est connue à travers les recensements de la population effectués dans la commune depuis 1793. Pour les communes de moins de 10 000 habitants, une enquête de recensement portant sur toute la population est réalisée tous les cinq ans, les populations de référence des années intermédiaires étant quant à elles estimées par interpolation ou extrapolation. Pour la commune, le premier recensement exhaustif entrant dans le cadre du nouveau dispositif a été réalisé en 2005.

En 2022, la commune comptait 47 habitants, en évolution de −7,84 % par rapport à 2016 (Aube : +0,7 %, France hors Mayotte : +2,11 %).
| 1793 | 1800 | 1806 | 1821 | 1831 | 1836 | 1841 | 1846 | 1851 |
| ---- | ---- | ---- | ---- | ---- | ---- | ---- | ---- | ---- |
| 218  | 260  | 260  | 230  | 157  | 178  | 158  | 167  | 162  |

| 1856 | 1861 | 1866 | 1872 | 1876 | 1881 | 1886 | 1891 | 1896 |
| ---- | ---- | ---- | ---- | ---- | ---- | ---- | ---- | ---- |
| 160  | 159  | 148  | 148  | 162  | 154  | 146  | 136  | 129  |

| 1901 | 1906 | 1911 | 1921 | 1926 | 1931 | 1936 | 1946 | 1954 |
| ---- | ---- | ---- | ---- | ---- | ---- | ---- | ---- | ---- |
| 133  | 127  | 110  | 90   | 80   | 104  | 103  | 85   | 90   |

| 1962 | 1968 | 1975 | 1982 | 1990 | 1999 | 2005 | 2006 | 2010 |
| ---- | ---- | ---- | ---- | ---- | ---- | ---- | ---- | ---- |
| 82   | 62   | 60   | 60   | 49   | 41   | 41   | 43   | 46   |

| 2015 | 2020 | 2022 | - | - | - | - | - | - |
| ---- | ---- | ---- | - | - | - | - | - | - |
| 52   | 46   | 47   | - | - | - | - | - | - |

## Lieux et monuments
L'église dédiée à saint Étienne était une succursale de celle de Chassericourt qui appartint un temps à l'abbaye de Montier-en-Der, après avoir appartenu à celle de la Chapelle-aux-Planches. Elle était au doyenné de Margerie et à la collation de l'évêque. Elle a été reconstruite au XVIe siècle, voûtée et ayant une abside à trois pans. Les bas-côtés ont disparu. Comme mobilier, elle possède des fonts baptismaux du XVIe siècle en calcaire rose polychrome, une dalle funéraire de Henry Cabrillon mort en 1667. Des fragments de verrières du XVIe siècle avec blasons et Ecce homo

## Héraldique
| Blason de Arrembécourt | Blason  | D'azur au compas d'or ouvert en chevron accompagné de trois quintefeuilles boutonnées du même; au chef d'or chargé d'un arbre de sinople futée de tenné et accosté de deux gerbes de blés de sinople, celle de dextre posée en bande et celle de senestre posée en barre. |
| Blason de Arrembécourt | Détails | Le statut officiel du blason reste à déterminer. |